# 年間ベスト5賞
東京運動記者クラブバスケットボール分科会選出 年間ベスト5賞（ねんかんベスト・ファイブ賞）は、東京運動記者クラブ・バスケットボール分科会が選出するバスケットボールの賞である。

## 概要
バスケットボール日本代表、天皇杯・皇后杯全日本バスケットボール選手権大会（オールジャパン）、日本バスケットボール協会が公認する各所属リーグ等での活動を対象に、年度を通じて活躍した選手を東京運動記者クラブ・バスケットボール分科会が男女各5名選出する。トップリーグ所属選手のみならず学生も表彰の対象である。ポジションは特定されない。
1991年度まではオールジャパンにおいて表彰していたが、1992年度以降は各トップリーグのファイナルにおいてリーグ表彰とともに選出していた（リーグ選出ベスト5とは別。また、このときオールジャパン表彰も設けられた）。男子トップリーグがBリーグに改組された2016年度より男子はBリーグ閉幕翌月となる6月に選出されている。女子も2017年度よりWリーグ閉幕翌月となる4月選出に移行された。

## 歴代受賞者

### 男子
| 年度 | 受賞者名（チーム名）                   | 受賞者名（チーム名）                | 受賞者名（チーム名）                | 受賞者名（チーム名）                                   | 受賞者名（チーム名）                      |
| ---- | -------------------------------------- | ----------------------------------- | ----------------------------------- | ------------------------------------------------------ | ----------------------------------------- |
| 1981 | ラリー・ジョンソン （松下電器）        | 北原憲彦 （日本鋼管）               | 岡山恭崇 （住友金属）               | 沼田宏文 （松下電器）                                  | 中島康行 （松下電器）                     |
| 1982 | ラリー・ジョンソン （松下電器）        | 北原憲彦 （日本鋼管）               | 岡山恭崇 （住友金属）               | 三神雅明 （松下電器）                                  | フレッディ・カウワン （東芝）             |
| 1983 | ラリー・ジョンソン （松下電器）        | 北原憲彦 （日本鋼管）               | 岡山恭崇 （住友金属）               | ジャック・ギブンス （いすゞ自動車）                    | フレッディ・カウワン （東芝）             |
| 1984 | ラリー・ジョンソン （松下電器）        | 北原憲彦 （日本鋼管）               | 岡山恭崇 （住友金属）               | 三神雅明 （松下電器）                                  | 池内泰明 （住友金属）                     |
| 1985 | ラリー・ジョンソン （松下電器）        | テッド・ヤング （いすゞ自動車）     | 岡山恭崇 （住友金属）               | 三神雅明 （松下電器）                                  | 池内泰明 （住友金属）                     |
| 1986 | ラリー・ジョンソン （松下電器）        | 山下雄樹 （三菱電機）               | 小野秀二 （住友金属）               | 三神雅明 （松下電器）                                  | 中島康行 （松下電器）                     |
| 1987 | 北原憲彦 （日本鋼管）                  | ジェームス・ウイルクス （三菱電機） | 池内泰明 （住友金属）               | 三神雅明 （松下電器）                                  | 内海知秀 （日本鉱業）                     |
| 1988 | 中島康行 （松下電器）                  | 大野和也 （日本鉱業）               | 池内泰明 （住友金属）               | デール・ウィルキンソン （日本鉱業）                    | クレアランス・マーチン （松下電器）       |
| 1989 | 村田健一 （三菱電機）                  | 辻村浩 （三菱電機）                 | 池内泰明 （住友金属）               | ジェームス・ウイルクス （三菱電機）                    | クレアランス・マーチン （松下電器）       |
| 1990 | 村田健一 （三菱電機）                  | 陸川章 （NKK）                      | 池内泰明 （住友金属）               | ジェームス・ウイルクス （三菱電機）                    | 後藤敏博 （熊谷組）                       |
| 1991 | モーゼス・スカーリー （熊谷組）        | 陸川章 （NKK）                      | 外山英明 （熊谷組）                 | 辻村浩 （三菱電機）                                    | 武田恵 （アンフィニ東京）                 |
| 1992 | モーゼス・スカーリー （熊谷組）        | 陸川章 （NKK）                      | 外山英明 （熊谷組）                 | 棟方公寿 （日鉱共石）                                  | 池内泰明 （住友金属）                     |
| 1993 | 鈴木篤 （いすゞ自動車）                | 陸川章 （NKK）                      | 後藤敏博 （熊谷組）                 | エリック・マッカーサー （NKK）                         | 宮田幸典 （三井生命）                     |
| 1994 | 長谷川誠 （松下電器）                  | 山崎昭史 （松下電器）               | 佐古賢一 （いすゞ自動車）           | 安達康 （ジャパンエナジー）                            | 阿部理 （NKK）                            |
| 1995 | 長谷川誠 （松下電器）                  | 高橋マイケル （いすゞ自動車）       | 佐古賢一 （いすゞ自動車）           | 古田悟 （三菱電機）                                    | トム・ホーバス （トヨタ自動車）           |
| 1996 | 山崎昭史 （松下電器）                  | ケニー・ウォーカー （いすゞ自動車） | 佐古賢一 （いすゞ自動車）           | 折茂武彦 （トヨタ自動車）                              | トム・ホーバス （トヨタ自動車）           |
| 1997 | 高橋マイケル （いすゞ自動車）          | ルシアス・デービス （いすゞ自動車） | 佐古賢一 （いすゞ自動車）           | 折茂武彦 （トヨタ自動車）                              | スティーブ・バード （東芝）               |
| 1998 | 高橋マイケル （いすゞ自動車）          | ルシアス・デービス （いすゞ自動車） | 佐古賢一 （いすゞ自動車）           | 北卓也 （東芝）                                        | スティーブ・バード （東芝）               |
| 1999 | 高橋マイケル （いすゞ自動車）          | 節政貴弘 （東芝）                   | 折茂武彦 （トヨタ自動車）           | 北卓也 （東芝）                                        | スティーブ・バード （東芝）               |
| 2000 | 佐古賢一 （いすゞ自動車） （アイシン） | 後藤正規 （アイシン）               | 折茂武彦 （トヨタ自動車）           | ルシアス・デービス （いすゞ自動車）                    | ブライアン・ヘンドリック （トヨタ自動車） |
| 2001 | 佐古賢一 （いすゞ自動車） （アイシン） | 後藤正規 （アイシン）               | 棟方公寿 （トヨタ自動車）           | トム・クラインシュミット （ボッシュ）                  | チャールズ・オバノン （トヨタ自動車）     |
| 2002 | 佐古賢一 （いすゞ自動車） （アイシン） | 後藤正規 （アイシン）               | 折茂武彦 （トヨタ自動車）           | 外山英明 （アイシン）                                  | デビッド・ブース （松下電器）             |
| 2003 | 佐古賢一 （いすゞ自動車） （アイシン） | 後藤正規 （アイシン）               | 折茂武彦 （トヨタ自動車）           | 高橋マイケル （新潟）                                  | ジェイアール・ヘンダーソン （アイシン）   |
| 2004 | 節政貴弘 （東芝）                      | 後藤正規 （アイシン）               | 北卓也 （東芝）                     | トム・クラインシュミット （東芝）                      | ジェイアール・ヘンダーソン （アイシン）   |
| 2005 | 節政貴弘 （東芝）                      | 渡邉拓馬 （トヨタ自動車）           | ドロン・パーキンズ （トヨタ自動車） | ジェラルド・ハニーカット （オーエスジー） （三菱電機） | 五十嵐圭 （日立）                         |
| 2006 | 竹内公輔 （慶應義塾大学） （アイシン） | 竹内譲次 （東海大学）               | 古田悟 （トヨタ自動車）             | ジェラルド・ハニーカット （オーエスジー） （三菱電機） | 五十嵐圭 （日立）                         |
| 2007 | 竹内公輔 （慶應義塾大学） （アイシン） | 柏木真介 （アイシン）               | 桜木ジェイアール （アイシン）       | チャールズ・オバノン （トヨタ自動車）                  | マーキース・エスティル （オーエスジー）   |
| 2008 | 竹内公輔 （慶應義塾大学） （アイシン） | 柏木真介 （アイシン）               | 桜木ジェイアール （アイシン）       | 竹内譲次 （日立）                                      | 菅裕一 （日立）                           |
| 2009 | 竹内公輔 （慶應義塾大学） （アイシン） | 田臥勇太 （リンク栃木）             | 桜木ジェイアール （アイシン）       | 川村卓也 （リンク栃木）                                | 田中健 （リンク栃木）                     |
| 2010 | 竹内公輔 （慶應義塾大学） （アイシン） | 田臥勇太 （リンク栃木）             | 木下博之 （パナソニック）           | 石崎巧 （島根）                                        | 青野文彦 （パナソニック）                 |
| 2011 | ジェフ・ギブズ （トヨタ自動車）        | 正中岳城 （トヨタ自動車）           | 岡田優介 （トヨタ自動車）           | 柏木真介 （アイシン）                                  | 桜木ジェイアール （アイシン）             |
| 2012 | 辻直人 （東芝神奈川）                  | 竹内公輔 （トヨタ自動車）           | 金丸晃輔 （パナソニック）           | 柏木真介 （アイシン）                                  | 桜木ジェイアール （アイシン）             |
| 2013 | 辻直人 （東芝神奈川）                  | ニック・ファジーカス （東芝神奈川） | 川村卓也 （和歌山）                 | 田臥勇太 （リンク栃木） （栃木）                       | 富樫勇樹 （秋田）                         |
| 2014 | 金丸晃輔 （アイシン三河）              | 桜木ジェイアール （アイシン三河）   | 田中大貴 （トヨタ東京） （東京）    | 田臥勇太 （リンク栃木） （栃木）                       | 竹内譲次 （日立東京）                     |
| 2015 | 辻直人 （東芝神奈川）                  | ニック・ファジーカス （東芝神奈川） | 田中大貴 （トヨタ東京） （東京）    | 田臥勇太 （リンク栃木） （栃木）                       | 比江島慎 （アイシン三河）                 |
| 2016 | 古川孝敏 （栃木）                      | 篠山竜青 （川崎）                   | 田中大貴 （トヨタ東京） （東京）    | 田臥勇太 （リンク栃木） （栃木）                       | 富樫勇樹 （千葉）                         |

### 女子
| 年度 | 受賞者名（チーム名）                | 受賞者名（チーム名）                  | 受賞者名（チーム名）            | 受賞者名（チーム名）                         | 受賞者名（チーム名）                    |
| ---- | ----------------------------------- | ------------------------------------- | ------------------------------- | -------------------------------------------- | --------------------------------------- |
| 1981 | 竹山とよ子 （共同石油）             | 阿部秀子 （共同石油）                 | 熊谷繁子 （共同石油）           | 荒家晶子 （シャンソン化粧品）                | 大山春美 （シャンソン化粧品）           |
| 1982 | 積田洋子 （シャンソン化粧品）       | 阿部秀子 （共同石油）                 | 熊谷繁子 （共同石油）           | 大谷利恵子 （ユニチカ）                      | 大山春美 （シャンソン化粧品）           |
| 1983 | アン・ドノバン （シャンソン化粧品） | 久保田久美 （シャンソン化粧品）       | 熊谷繁子 （共同石油）           | シンディ・ノーブル （東芝）                  | 大山春美 （シャンソン化粧品）           |
| 1984 | アン・ドノバン （シャンソン化粧品） | 久保田久美 （シャンソン化粧品）       | 熊谷繁子 （共同石油）           | 鈴木弘美 （シャンソン化粧品）                | 原田五月 （共同石油）                   |
| 1985 | アン・ドノバン （シャンソン化粧品） | 久保田久美 （シャンソン化粧品）       | 高谷やす子 （シャンソン化粧品） | シェイ・テーラー （東芝）                    | 竹山とよ子 （共同石油）                 |
| 1986 | アン・ドノバン （シャンソン化粧品） | 久保田久美 （シャンソン化粧品）       | 高谷やす子 （シャンソン化粧品） | 近石香緒里 （東芝）                          | 竹山とよ子 （共同石油）                 |
| 1987 | 原田五月 （共同石油）               | カタリーナ・マックレイン （共同石油） | 高谷やす子 （シャンソン化粧品） | 近石香緒里 （東芝）                          | 二見由美子 （筑波大）                   |
| 1988 | 原田五月 （共同石油）               | カタリーナ・マックレイン （共同石油） | 佐藤香代子 （東芝）             | シェリー・ペネファーザー （日本通運）        | シンディ・ブラウン （東芝）             |
| 1989 | 原田五月 （共同石油）               | カタリーナ・マックレイン （共同石油） | 山城定子 （シャンソン化粧品）   | 原田裕花 （共同石油）                        | メディナ・ディクソン （日本電気）       |
| 1990 | テレサ・エドワーズ （三菱電機）     | 増田安世 （共同石油）                 | 加藤貴子 （シャンソン化粧品）   | 原田裕花 （共同石油）                        | 黒田麻由美 （日立戸塚）                 |
| 1991 | 村上睦子 （シャンソン化粧品）       | 一乗アキ （シャンソン化粧品）         | 二見由美子 （日本航空）         | 原田裕花 （共同石油）                        | タミー・ジャクソン （シャンソン化粧品） |
| 1992 | 村上睦子 （シャンソン化粧品）       | 一乗アキ （シャンソン化粧品）         | 加藤貴子 （シャンソン化粧品）   | 萩原美樹子 （日鉱共石） （ジャパンエナジー） | クラリッサ・デービス （日鉱共石）       |
| 1993 | 村上睦子 （シャンソン化粧品）       | 一乗アキ （シャンソン化粧品）         | 加藤貴子 （シャンソン化粧品）   | 萩原美樹子 （日鉱共石） （ジャパンエナジー） | 原田裕花 （ジャパンエナジー）           |
| 1994 | 村上睦子 （シャンソン化粧品）       | 山田かがり （シャンソン化粧品）       | 加藤貴子 （シャンソン化粧品）   | 萩原美樹子 （日鉱共石） （ジャパンエナジー） | 原田裕花 （ジャパンエナジー）           |
| 1995 | 村上睦子 （シャンソン化粧品）       | 一乗アキ （シャンソン化粧品）         | 加藤貴子 （シャンソン化粧品）   | 萩原美樹子 （日鉱共石） （ジャパンエナジー） | 濱口典子 （ジャパンエナジー）           |
| 1996 | 村上睦子 （シャンソン化粧品）       | 川崎真由美 （ジャパンエナジー）       | 永田睦子 （シャンソン化粧品）   | 萩原美樹子 （日鉱共石） （ジャパンエナジー） | 濱口典子 （ジャパンエナジー）           |
| 1997 | 村上睦子 （シャンソン化粧品）       | 加藤貴子 （シャンソン化粧品）         | 永田睦子 （シャンソン化粧品）   | 萩原美樹子 （日鉱共石） （ジャパンエナジー） | 濱口典子 （ジャパンエナジー）           |
| 1998 | 村上睦子 （シャンソン化粧品）       | 加藤貴子 （シャンソン化粧品）         | 永田睦子 （シャンソン化粧品）   | 萩原美樹子 （日鉱共石） （ジャパンエナジー） | 濱口典子 （ジャパンエナジー）           |
| 1999 | 三木聖美 （シャンソン化粧品）       | 加藤貴子 （シャンソン化粧品）         | 永田睦子 （シャンソン化粧品）   | 大山妙子 （ジャパンエナジー）                | 濱口典子 （ジャパンエナジー）           |
| 2000 | 矢野良子 （ジャパンエナジー）       | 金銀暎 （三菱電機）                   | 永田睦子 （シャンソン化粧品）   | 大山妙子 （ジャパンエナジー）                | 濱口典子 （ジャパンエナジー）           |
| 2001 | 川上香穂里 （ジャパンエナジー）     | 岡里明美 （シャンソン化粧品）         | 永田睦子 （シャンソン化粧品）   | 大山妙子 （ジャパンエナジー）                | 濱口典子 （ジャパンエナジー）           |
| 2002 | 川上香穂里 （ジャパンエナジー）     | 薮内夏美 （日本航空）                 | 永田睦子 （シャンソン化粧品）   | 大山妙子 （ジャパンエナジー）                | 濱口典子 （ジャパンエナジー）           |
| 2003 | 矢野良子 （ジャパンエナジー）       | 薮内夏美 （日本航空）                 | 永田睦子 （シャンソン化粧品）   | 相澤優子 （シャンソン化粧品）                | 濱口典子 （ジャパンエナジー）           |
| 2004 | 河恩珠 （シャンソン化粧品）         | 薮内夏美 （日本航空）                 | 永田睦子 （シャンソン化粧品）   | 相澤優子 （シャンソン化粧品）                | 矢代直美 （日本航空）                   |
| 2005 | 岩村裕美 （日本航空）               | 矢野良子 （富士通） （トヨタ自動車）  | 永田睦子 （シャンソン化粧品）   | 相澤優子 （シャンソン化粧品）                | 矢代直美 （日本航空）                   |
| 2006 | 大神雄子 （JOMO） （JX）            | 矢野良子 （富士通） （トヨタ自動車）  | 永田睦子 （シャンソン化粧品）   | 山田久美子 （JOMO）                          | 三谷藍 （富士通）                       |
| 2007 | 大神雄子 （JOMO） （JX）            | 矢野良子 （富士通） （トヨタ自動車）  | 船引かおり （富士通）           | 田中利佳 （JOMO）                            | 三谷藍 （富士通）                       |
| 2008 | 大神雄子 （JOMO） （JX）            | 矢野良子 （富士通） （トヨタ自動車）  | 山田久美子 （JOMO）             | 田中利佳 （JOMO）                            | 相澤優子 （シャンソン化粧品）           |
| 2009 | 大神雄子 （JOMO） （JX）            | 矢野良子 （富士通） （トヨタ自動車）  | 諏訪裕美 （JOMO）               | 吉田亜沙美 （JOMO） （JX）                   | 池田麻美 （トヨタ自動車）               |
| 2010 | 大神雄子 （JOMO） （JX）            | 岩村裕美 （日本航空）                 | 渡嘉敷来夢 （JX）               | 吉田亜沙美 （JOMO） （JX）                   | 髙田真希 （デンソー）                   |
| 2011 | 大神雄子 （JOMO） （JX）            | 間宮佑圭 （JX）                       | 川原麻耶 （トヨタ自動車）       | 吉田亜沙美 （JOMO） （JX）                   | 髙田真希 （デンソー）                   |
| 2012 | 大神雄子 （JOMO） （JX）            | 間宮佑圭 （JX）                       | 渡嘉敷来夢 （JX）               | 吉田亜沙美 （JOMO） （JX）                   | 久手堅笑美 （トヨタ自動車）             |
| 2013 | 高田真希 （デンソー）               | 間宮佑圭 （JX）                       | 渡嘉敷来夢 （JX）               | 吉田亜沙美 （JOMO） （JX）                   | 久手堅笑美 （トヨタ自動車）             |
| 2014 | 高田真希 （デンソー）               | 間宮佑圭 （JX）                       | 渡嘉敷来夢 （JX）               | 吉田亜沙美 （JOMO） （JX）                   | 町田瑠唯 （富士通）                     |
| 2015 | 高田真希 （デンソー）               | 間宮佑圭 （JX）                       | 渡嘉敷来夢 （JX）               | 吉田亜沙美 （JOMO） （JX）                   | 町田瑠唯 （富士通）                     |
| 2016 | 高田真希 （デンソー）               | 間宮佑圭 （JX）                       | 渡嘉敷来夢 （JX）               | 吉田亜沙美 （JOMO） （JX）                   | 栗原三佳 （トヨタ自動車）               |
| 2017 | 高田真希 （デンソー）               | 宮澤夕貴 （JX）                       | 渡嘉敷来夢 （JX）               | 吉田亜沙美 （JOMO） （JX）                   | 馬瓜エブリン （トヨタ自動車）           |